# Speciale afleveringen van Studio 100
Dit is een overzicht van alle speciale afleveringen van Studio 100.

## Speciale afleveringen vanKabouter Plop
| Naam                         | Jaar | Televisiezender: Vlaanderen | Televisiezender: Nederland | Televisiezender: Ander land/regio | Soort   | Lengte    |
| ---------------------------- | ---- | --------------------------- | -------------------------- | --------------------------------- | ------- | --------- |
| 10 jaar Plop                 | 2007 | VTM                         | Z@ppelin, RTL Telekids     |                                   | Verhaal | 32.33     |
| De Kabouter Paashaas         | 2010 | VTM, vtmKzoom               | Z@ppelin, RTL Telekids     |                                   | Verhaal | ca 30.00  |
| Plop en Prins Carnaval       | 2011 | VTM, vtmKzoom               | Z@ppelin, RTL Telekids     |                                   | Verhaal | ca 30.00  |
| Plop en de Kabouterkermis    | 2013 | VTM, vtmKzoom               | RTL Telekids               |                                   | Verhaal | ca 30.00  |
| Plop en de Wenssteen         | 2013 | VTM, vtmKzoom               | RTL Telekids               |                                   | Verhaal | ca 30.00  |
| Plop en het Ei               | 2014 | VTM, vtmKzoom               | RTL Telekids               |                                   | Verhaal | ca. 35.00 |
| Plop en de Brandweerkabouter | 2014 | vtmKzoom                    | RTL Telekids               |                                   | Verhaal | ca. 37.00 |

## Speciale afleveringen vanSamson en Gert
| Naam                                        | Jaar | Televisiezender: Vlaanderen | Televisiezender: Nederland | Televisiezender: Ander land/regio | Soort   | Lengte |
| ------------------------------------------- | ---- | --------------------------- | -------------------------- | --------------------------------- | ------- | ------ |
| Het beste uit alle Samson & Gert Kerstshows | 2005 | Ketnet                      | Z@ppelin                   |                                   | Muziek  | 59.52  |
| De Kerstwens                                | 2008 | Ketnet                      | Kindernet                  |                                   | Verhaal | 30.19  |
| Het Verrassingsfeest                        | 2010 | Ketnet                      | Kindernet                  |                                   | Verhaal | 31.59  |

## Speciale afleveringen vanPiet Piraat
| Naam                                 | Jaar | Televisiezender: Vlaanderen | Televisiezender: Nederland | Televisiezender: Ander land/regio | Soort   | Lengte |
| ------------------------------------ | ---- | --------------------------- | -------------------------- | --------------------------------- | ------- | ------ |
| Piet Piraat en de Pompoenkoning      | 2008 | Ketnet                      | Z@ppelin                   |                                   | Verhaal | 26.03  |
| Piet Piraat en het Schotse Spook     | 2009 | Ketnet                      | Z@ppelin                   |                                   | Verhaal | 34.04  |
| Piet Piraat en de Mysterieuze Mummie | 2010 | Ketnet                      | Z@ppelin                   |                                   | verhaal | 29.07  |

## Speciale afleveringen vanMega Mindy
| Naam                               | Jaar | Televisiezender: Vlaanderen | Televisiezender: Nederland | Televisiezender: Ander land/regio | Soort   | Lengte    |
| ---------------------------------- | ---- | --------------------------- | -------------------------- | --------------------------------- | ------- | --------- |
| Uit het dagboek van Mega Mindy     | 2008 | Ketnet                      | Z@ppelin                   |                                   | Muziek  | ca. 40.00 |
| Mega Toby special                  | 2010 | Ketnet                      | Z@ppelin                   |                                   | Verhaal | ca. 35.00 |
| Mega Mindy en de dolfijnendiefstal | 2011 | Ketnet                      | Z@ppelin                   |                                   | Verhaal | ca. 40.00 |
| Mega Toby redt de race             | 2011 | Ketnet                      | Z@ppelin                   |                                   | Verhaal | ca. 40.00 |
| Mega Toby in vuur en vlam          | 2012 | Ketnet                      | Z@ppelin                   |                                   | Verhaal | ca. 35.00 |
| Mega Mindy: Reis in de Tijd        | 2013 | Ketnet                      | Z@PP                       |                                   | Verhaal | ca. 60.00 |
| Mega Toby in de ruimte             | 2014 | Ketnet                      | Z@PP                       |                                   | Verhaal | ca. 35.00 |

## Speciale afleveringen vanHet Huis Anubis
| Naam                                           | Jaar | Televisiezender: Vlaanderen | Televisiezender: Nederland | Televisiezender: Ander land/regio | Soort   | Lengte    |
| ---------------------------------------------- | ---- | --------------------------- | -------------------------- | --------------------------------- | ------- | --------- |
| Het Huis Anubis Muziekspecial                  | 2008 | Nickelodeon                 | Nickelodeon                |                                   | Muziek  | ca. 30.00 |
| Het Huis Anubis: De Vijf en de Toorn van Balor | 2010 | Nickelodeon                 | Nickelodeon                |                                   | Verhaal | ca. 40.00 |
| Het Huis Anubis en de terugkeer van Sibuna     | 2010 | Nickelodeon                 | Nickelodeon                |                                   | Verhaal | ca. 60.00 |
| TB Het Huis Anubis                             | 2018 | MTV                         | Spike                      |                                   | Verhaal | ca. 50.00 |

## Speciale afleveringen vanK3
| Naam                              | Jaar      | Televisiezender: Vlaanderen | Televisiezender: Nederland | Televisiezender: Ander land/regio | Soort        | Lengte  |
| --------------------------------- | --------- | --------------------------- | -------------------------- | --------------------------------- | ------------ | ------- |
| K3 in Zwitserland                 | 2000      | TV1 (nu VRT 1)              | Yorkiddin op Yorin         |                                   | Muziek       |         |
| Alle kleuren                      | 2001      |                             |                            |                                   | Muziek       |         |
| Tele-Romeo                        | 2002      | TV1 (nu VRT 1)              | Yorkiddin op Yorin         |                                   | Muziek       |         |
| K3 in de Ardennen                 | 2003      | VTM                         | Nickelodeon                |                                   | Muziek       | 30.00   |
| 5 jaar K3                         | 2004      | VTM                         | Z@ppelin                   |                                   | Muziek       | 1:20.00 |
| K3 in de sneeuw                   | 2006      | VTM                         | Z@ppelin                   |                                   | Muziek       | 35.00   |
| K2 Terug K3                       | 2009      | VTM                         | SBS6                       |                                   | Documentaire |         |
| K3 en het Wensspel                | 2010      | vtmKzoom                    | RTL Telekids               |                                   | Muziek       |         |
| K3 en het Droombed                | 2012      | vtmKzoom                    | Z@ppelin                   |                                   | Muziek       |         |
| K3 Modemeiden                     | 2012/2013 | vtmKzoom                    | Z@ppelin                   |                                   | Muziek       |         |
| K3 in Nederland                   | 2014      | vtmKzoom                    | RTL Telekids               |                                   | Muziek       |         |
| Welkom bij K3!                    | 2015/2016 | vtmKzoom                    | RTL Telekids               |                                   | Muziek       |         |
| Wij Zijn K3: De droom gaat verder | 2016      | VTM                         | SBS6                       |                                   | Documentaire |         |
| Het dagboek van K3 2016!          | 2016      | VTM                         | SBS6                       |                                   | Documentaire |         |
| Overal K3!                        | 2017      | VTM                         |                            |                                   | Documentaire |         |
| Het dagboek van K3 2017!          | 2017      | VTM                         | SBS6                       |                                   | Documentaire |         |
| Het dagboek van K3 2018!          | 2018      | VTM                         | SBS6                       |                                   | Documentaire |         |
| K3: een nieuw begin               | 2021      | VTM                         | KIJK.nl                    |                                   | Documentaire |         |
| K3: een nieuwe start              | 2022      | Studio 100 TV               | Z@ppelin                   |                                   | Documentaire |         |
| K3: één jaar later                | 2022      | VTM                         | KIJK.nl, SBS6              |                                   | Documentaire |         |
| Team K3                           | 2023      | VTM GO                      |                            |                                   | Documentaire |         |
| Een terugblik op 25 jaar K3       | 2023      | VTM GO                      |                            |                                   | Special      |         |

## Speciale afleveringen vanAmika
| Naam                          | Jaar | Televisiezender: Vlaanderen | Televisiezender: Nederland | Televisiezender: Ander land/regio | Soort   | lengte |
| ----------------------------- | ---- | --------------------------- | -------------------------- | --------------------------------- | ------- | ------ |
| Amika Dagdromen               | 2009 | Ketnet                      | Zapp                       |                                   | Muziek  | 38.00  |
| Amika en het Magische Zadel   | 2011 | Ketnet                      | RTL Telekids               |                                   | Muziek  |        |
| Amika en de Gevaarlijke Stunt | 2011 | Ketnet                      | Zapp                       |                                   | Verhaal |        |

## Speciale afleveringen vanHotel 13
| Naam                               | Jaar | Televisiezender: Vlaanderen | Televisiezender: Nederland | Televisiezender: Ander land/regio | Soort   | lengte |
| ---------------------------------- | ---- | --------------------------- | -------------------------- | --------------------------------- | ------- | ------ |
| Hotel 13: Rock 'n' Roll Highschool | 2013 | Nickelodeon                 | Nickelodeon                | Nickelodeon                       | Verhaal | 50.00  |

## Speciale afleveringen vanPrinsessia
| Naam                           | Jaar | Televisiezender: Vlaanderen | Televisiezender: Nederland | Televisiezender: Ander land/regio | Soort  | lengte    |
| ------------------------------ | ---- | --------------------------- | -------------------------- | --------------------------------- | ------ | --------- |
| Prinsessia: Het Prinselijk Bal | 2015 | Ketnet                      | Z@ppelin, RTL Telekids     |                                   | Muziek | ca. 47.00 |

## Speciale afleveringen vanROX
| Naam                     | Jaar | Televisiezender: Vlaanderen | Televisiezender: Nederland | Televisiezender: Ander land/regio | Soort   | lengte |
| ------------------------ | ---- | --------------------------- | -------------------------- | --------------------------------- | ------- | ------ |
| ROX: Falen is geen optie | 2015 | Ketnet                      | B.O.Z., RTL Telekids       |                                   | Verhaal |        |

## Speciale afleveringen vanGhost Rockers
| Naam               | Jaar | Televisiezender: Vlaanderen | Televisiezender: Nederland | Televisiezender: Ander land/regio | Soort  | lengte |
| ------------------ | ---- | --------------------------- | -------------------------- | --------------------------------- | ------ | ------ |
| 100% Ghost Rockers | 2015 | Ketnet                      |                            |                                   | Muziek |        |

## Speciale afleveringen vanCampus 12
| Naam                | Jaar | Televisiezender: Vlaanderen | Televisiezender: Nederland | Televisiezender: Ander land/regio | Soort   | lengte |
| ------------------- | ---- | --------------------------- | -------------------------- | --------------------------------- | ------- | ------ |
| Campus 12: Bootcamp | 2019 | Ketnet                      |                            |                                   | Verhaal |        |